# Camillo Pucci
Camillo Pucci (Sarzana, 16 agosto 1802 – La Spezia, 16 aprile 1869) è stato un pittore italiano.

## Biografia
Camillo Pucci nasce il 16 agosto 1802 a Sarzana, dal patrizio Giuseppe Vincenzo Pucci e Nicoletta Botti. 

Appresi i primi rudimenti pittorici dal sarzanese Comastri, si trasferisce a Firenze dove si frequenta l'Accademia di Belle Arti sotto la guida di Pietro Benvenuti e consegue vari premi e attestazioni. Da Firenze riporta a Sarzana alcuni lavori, fra i quali un San Francesco Saverio che battezza un'indiana, quadro che poi fu posto nella chiesa dei Bianchi a Fosdinovo.
Dopo Firenze il Pucci nel 1829 si reca a Roma e per cinque anni si perfeziona ed esegue lavori. Tra i quadri del periodo troviamo: Colombo che mostra agli amici le catene da lui un giorno portate, il Martirio di Sant'Eutichiano papa Lunense (per la cattedrale di Sarzana), Andrea Doria ottuagenario che riceve le insegne della Repubblica di Genova dalle mani del Doge per una spedizione in Corsica (di commissione regia questo dipinto è molto apprezzato da S. M. Carlo Alberto e viene collocato nel Palazzo Reale di Genova). 
Grazie all'interessamento del Marchese Carlo Emanuele Alfieri di Sostegno, nel 1837 Pucci ha modo di compiere un viaggio artistico attraverso l'Italia del nord e di studiare i capolavori della scuola parmigiana, lombarda, veneziana e bolognese.
Alla fine del 1838 ottiene l'incarico degli affreschi per il Santuario della Madonna dell'Orto a Chiavari: nelle due grandi cappelle esegue il lavoro con figure di due terzi oltre il naturale. Nei compartimenti laterali della prima cappella dipinge i quattro Profeti e la Natività in quello centrale. Nell'analogo compartimento della cappella opposta dipinge la Visitazione di Santa Elisabetta, mentre in quelli laterali la Purezza, la Rassegnazione, la Fiducia in Dio e la Misericordia. Il lavoro, svolto fra l'agosto del 1839 e il maggio del 1840, viene però distrutto poco dopo da un incendio avvenuto poco dopo.

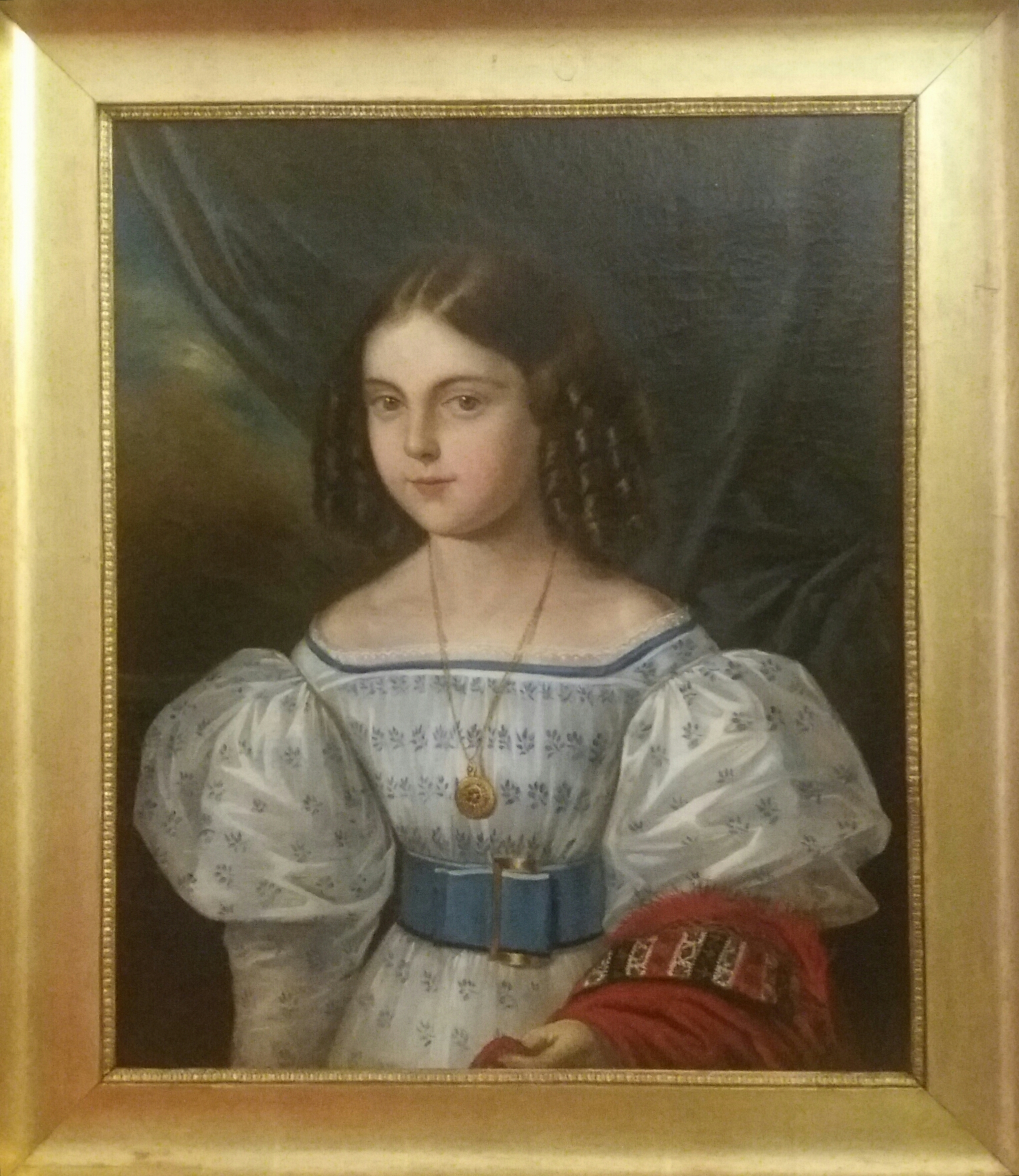
Luisa Brignole-Sale

Tornato a Firenze riprende la pittura di cavalletto: nel 1842 porta a termine il quadro rappresentante Il Beato Amedeo IX di Savoia che distribuisce l'elemosina ai poveri (di commissione regia, il dipinto viene collocato nel Palazzo Reale di Torino). Dello stesso periodo sono anche il quadro di Colombo incatenato per essere mandato prigioniero in Spagna, e uno rappresentante il Tasso alle porte di Torino. 
Nel 1844 il Pucci termina il suo terzo quadro di commissione regia: San Francesco d’Assisi che dona alla Contessa Beatrice di Savoia, in presenza della corte, una manica del proprio abito. 

L'anno successivo dipinge, sempre a Firenze, un quadro commissionatogli ancora una volta da Re Carlo Alberto rappresentante Manfredo Marchese di Susa che ministra ai poverelli e pellegrini a mensa nel Giovedì santo dell'anno 1021 (collocato anch'esso nel Palazzo Reale di Torino). La Regina Maria Cristina gli commissiona nel 1845 un quadro rappresentate Nicolò V, fondatore della Biblioteca Vaticana, che affida a due sommi letterati la traduzione dei classici greci. Del 1850 è il quadro, ancora di regia commissione, rappresentante le Stimmate di San Francesco, collocato nella cappella sinistra della chiesa di Pollenzo.
Camillo Pucci aveva una speciale attitudine per la ritrattistica: nei suoi quadri riesce a rendere il morale, lo spirito e l'animo della persona ritratta sulla tela. Suoi sono i ritratti della Marchesa Egle Ollandini, nata Gabriac, e una serie di quattro ritratti per la famiglia Zannelli di Veppo: il Conte Leonardo Zannelli, sua moglie la Contessa Eleonora nata Del Medico, il figlio Antonio e la figlia piccola Adele. Dipinse anche per la famiglia genovese dei Brignole Sale, ritraendo la figlia minore di Antonio Brignole Sale, Luisa.

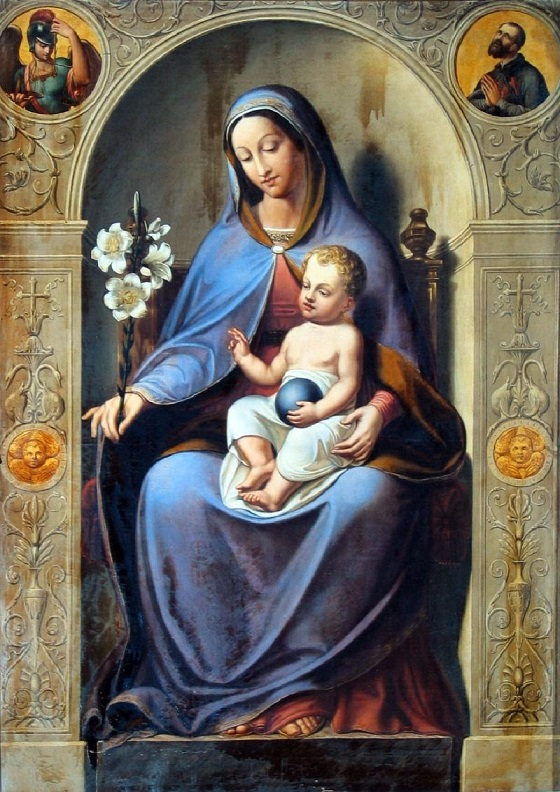
Madonna con il Bambino, 1850
Castelnuovo di Magra, chiesa di S. Maria Maddalena

Tra i quadri del Pucci destinati alle chiese troviamo: l'Istituzione dell'eucaristia, commissionatogli sempre dalla famiglia Zannelli, collocato nella chiesa parrocchiale di Veppo; una Madonna con il Bambino per la cappella gentilizia dei Pucci nella chiesa di Santa Maria Maddalena a Castelnuovo Magra; la Presentazione di Maria per la chiesa parrocchiale di Lerici; la Madonna della Salute per Ameglia. Tutti questi lavori furono eseguiti nel decennio compreso fra il 1857 e il 1867.
Nel 1864 muore sua moglie Daria Lavy, figlia del celebre incisore Amedeo Lavy, che aveva sposato nel 1851. 
Nel 1865 egli è tra i fondatori della Cassa di Risparmio di Sarzana e nel 1866 fonda la Società Agraria. È presidente della Società di Mutuo Soccorso fra gli operai. Fece parte del Consiglio Municipale e della Giunta ed eseguì svariati incarichi per conto del municipio sarzanese. 
Camillo Pucci muore a La Spezia il 16 aprile 1869. Dopo solenni funerali la sua salma è stata trasportata a Torino per essere sepolta a fianco della moglie Daria nella tomba della famiglia Lavy.

## Onorificenze
Per i suoi meriti nella vita pubblica Camillo Pucci è stato insignito della Croce di Cavaliere dell'Ordine dei Santi Maurizio e Lazzaro nel 1862 e, nel 1869, il Governo lo nominò Cavaliere dell'Ordine della Corona d'Italia.

## Scritti
- Descrizione di un dipinto di Giulio Romano rappresentante l'adorazione di Psiche, Livorno: presso Giulio Sardi, 1829.
- Dichiarazione di alcuni quadri operati da C. Pucci genovese, [1838?]
- Lettere di Camillo Pucci pittore, sulle Accademie di Belle Arti, in Italia dedicato al Signore Marchese Roberto Taparelli d'Azeglio, Firenze, 1847.
- Sullo stato e sulle tendenze attuali delle Belle-Arti in Italia, in  “Rivista contemporanea”, vol. 5, 1855-56.
- Alla fondazione di una Società economica agraria in Sarzana: parole di eccitamento del cav. Camillo Pucci, 11 marzo 1866, Sarzana: tip. di Cosimo Frediani.
- Mia povera Daria: mestizie, lodi, rimembranze e lagrime, Torino: Tipografia economica di Casalis e Sarasino, 1868.